# Le Tour du Québec en BD
Le Tour du Québec en BD est une série de bandes dessinées créée en 2003 par Jean-François Gaudet (texte) et Hugues Poirier (dessins).

## Description
Avec en toile de fond une région touristique différente pour chaque album, la collection met en scène une galerie de personnages pittoresques (et quelques personnalités bien connues des Québécois) qui nous font découvrir, à travers leurs péripéties quotidiennes teintées d’humour bon enfant, les attraits de leur coin de pays.
Contrairement à l’usage courant, Le Tour du Québec en BD compte autant de personnages principaux que d’albums. Néciphore, Théophile, Dagobert, Philémond, Stanislas et Winnyfred tiennent successivement le rôle-titre et sans la couleur de leur barbe et de leurs vêtements, on risquerait de les confondre tant ils se ressemblent (les auteurs confirment qu’il s’agit de parents éloignés). Fiers ambassadeurs de leur région respective, ils ne se font pas prier pour remplir leur mission éducative, dans une langue truffée d’expressions locales et d’allusions amusantes à la réalité culturelle québécoise.
Ils sont dessinés avec simplicité, mais les sites importants et les attractions touristiques sont pour leur part rendus avec un souci du détail et une précision architecturale, pour le plus grand plaisir des lecteurs lorsqu’ils reconnaissent les lieux qu’ils ont visités… ou qu’ils habitent.
La construction des albums est toujours la même : une vingtaine d’histoires courtes, dont le titre précise le mois où elles se déroulent et qui, mises bout à bout, forment une année complète. Chaque album comprend en outre un glossaire, quelques recettes typiques et une carte du Québec, situant la région visitée et indiquant même les sorties d’autoroutes qui permettent d’y accéder.
La série compte actuellement six titres (dont l’un a été traduit en anglais), mais offrira à terme un panorama de tout le Québec.

## Albums
- Les Aventures de Néciphore; Album-souvenir des Îles-de-la-Madeleine

(1re éd. 2003, 2e éd. 2005)
- Les Aventures de Théophile; Album-souvenir du Saguenay-Lac-St-Jean (2004)
- Les Aventures de Dagobert; Album-souvenir de la ville de Québec (2005)
- Les Aventures de Philémond; Album-souvenir de Charlevoix (2005)
- The Adventures of Dagobert; Souvenir Album of “the City of Quebec” (2006)
- Les Aventures de Stanislas; Album-souvenir de la Mauricie (2007)
- Les Aventures de Winnyfred; La grande virée acadienne